# Sassonia (anatra)

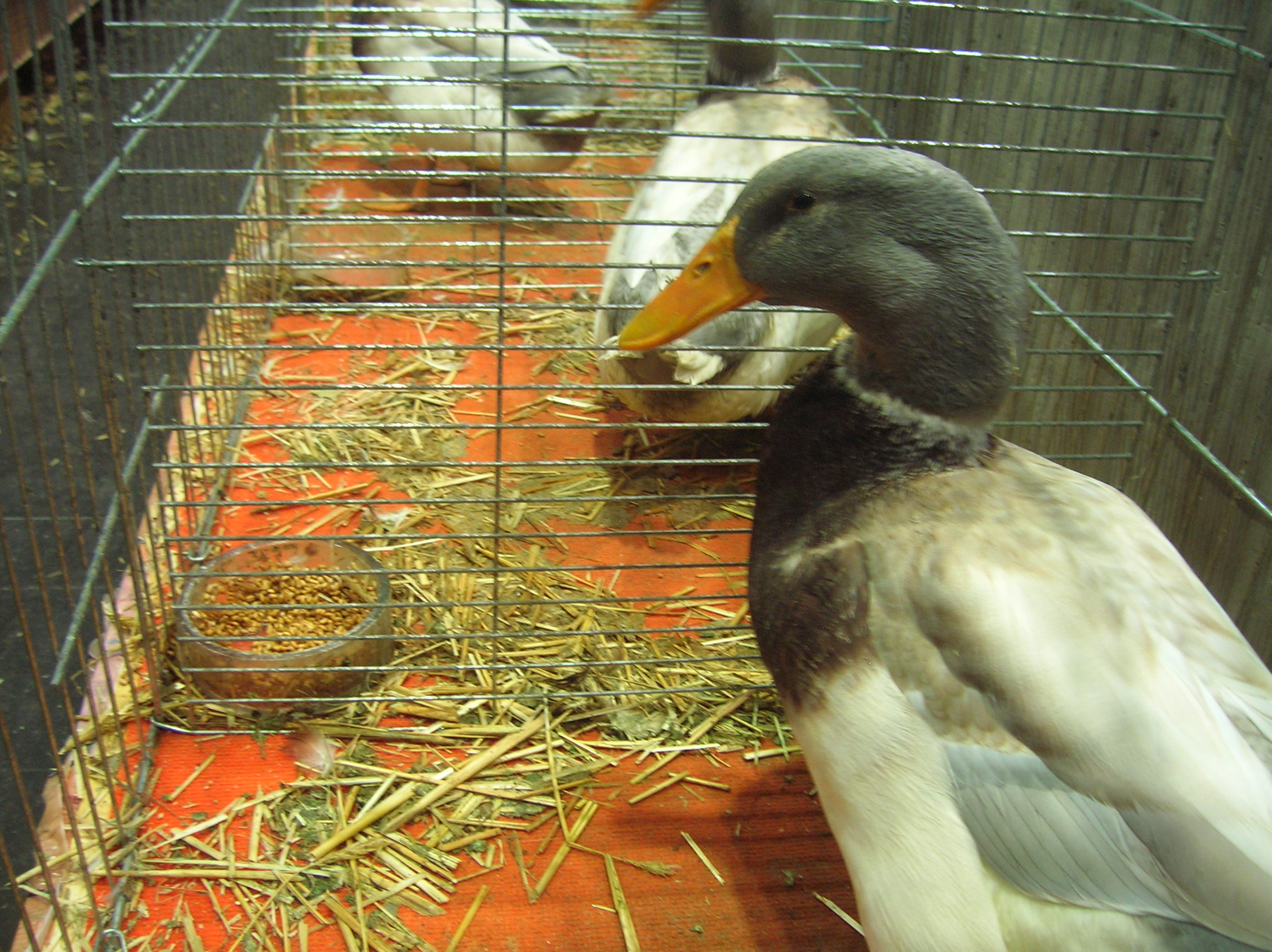
Maschio di Anatra di Sassonia, Mostra Europea di Lipsia, 2012.

Sassonia è una razza pesante di anatra domestica selezionata in Germania negli anni '30 del ventesimo secolo, ma riconosciuta ufficialmente solo negli anni '50. È un'anatra presente solo in una varietà di colore, la gialla blu, dal peso elevato e creata con lo scopo di avere una razza a duplice attitudine (produzione sia di uova che di carne), anche se oggi la Sassonia è allevata soprattutto come animale da esposizione. Il nome deriva dall'omonimo stato federale tedesco in cui è stata creata.

## Origini
Negli anni '30 nella Germania dell'Est l'allevatore Albert Franz di Chemnitz iniziò a lavorare con lo scopo di ottenere un'anatra a duplice attitudine; si servì di Pechino tedesca, Pomerania blu bavetta e Rouen inglese. Nel 1934 espose la sua creazione alla mostra avicola della Sassonia, ma la razza scomparve in seguito alla Seconda guerra mondiale. Durante il periodo postbellico Franz rinnovò il suo programma di selezione e recupero: negli anni '50 la Sassonia tornò nelle mostre avicole, e nel 1957 fu riconosciuta dai tedeschi come razza pura con tanto di standard col nome di Sachsen. In breve tempo la Sassonia conquistò la simpatia degli allevatori europei, grazie alla sua bellezza determinata da una colorazione tenue su una presenza corposa, e anche al rendimento economico che se ne poteva trarre. La razza raggiunse gli USA nel 1984, quando l'allevamento specializzato in acquatici degli Holderread decise di importarne alcuni soggetti; tuttavia l'American Poultry Association ha riconosciuto la razza solo nel 2000.

## Caratteristiche morfologiche
Si tratta di un'anatra di tipo campagnolo, di costituzione pesante e massiccia senza risultare troppo schiacciata a terra, ma anzi con una linea elegante rispetto ad altre razze pesanti. La posizione è quasi orizzontale, solo leggermente rialzata davanti.
Il tronco è robusto, dotato di un petto largo e ben pieno; il dorso, molto lungo, deve avere la stessa larghezza del petto. Il collo non deve essere né troppo lungo né troppo corto; lo stesso equilibrio si richiede per la grossezza. La testa deve essere proporzionata, con fronte piatta e guance poco sviluppate.
Il becco è richiesto di media lunghezza e leggermente concavo nella parte superiore. Le ali sono di lunghezza media e non raggiungono mai al fine del dorso; devono essere ben aderenti al corpo e tenute chiuse. La coda chiusa e portata in posizione orizzontale allunga visivamente il dorso. Le zampe sono di lunghezza media, e sono parzialmente coperte dal piumaggio, non essendo staccate visivamente dal corpo; i tarsi sono di media grossezza.
Il piumaggio è ben aderente su tutto il corpo e privo di arricciature.
Il peso è di kg 3,500 per il maschio e di kg 3,000 per la femmina.

### Difetti gravi
Presenza di chiglia o di pieghe ventrali. Testa esile e allungata, con guance rigonfie o becco convesso. Ali troppo lunghe o troppo corte. Piumaggio arricciato (frisure) dietro la nuca. Evitare un peso troppo elevato che inficierebbe la fertilità e la produzione di uova.

## Colorazioni
La razza è presente in un'unica colorazione definita Gialla Blu. Anche questa colorazione va incontro all'eclissi del piumaggio maschile durante il periodo della muta. Per ottenere femmine campionesse ci sarà bisogno di maschi che mostrino due strisce brune nella testa durante il piumaggio eclissale, ma questi maschi non potranno essere esposti in quanto presenteranno una colorazione del capo alterata. Dall'altra parte, per ottenere maschi campioni si dovranno usare femmine dal colore di fondo scuro; anche in questo caso queste femmine non potranno essere esposte, visto che il colore di fondo della razza è "giallo pisello intenso".

## Qualità
È una razza docile, dotata di una buona fertilità e perfino di un accrescimento rapido, se allevata nelle giuste condizioni. Necessita di spazi verdi e di uno specchio d'acqua, ma vive bene confinata in un grande recinto che presenta queste caratteristiche. Le femmine migliori depongono circa 150 uova all'anno, una cifra notevole se si considera che si tratta di una razza pesante; lo standard americano cita esemplari capaci di deporre addirittura fino a 240 uova all'anno. La razza ha attirato l'attenzione di molti allevatori in tutto il mondo, ed è una delle più esposte nelle mostre avicole. Gli allevatori dovranno predisporre di almeno due gruppi di riproduzione per ottenere animali con la colorazione richiesta.